# 北所沢町
北所沢町（きたところざわちょう）は、埼玉県所沢市の町名。単独町名で丁目の設定は無い。郵便番号は、359-0046。

## 地理
所沢市内中央部の新所沢東地区に属する。
西武新宿線新所沢駅の北側に位置し、町域の南西側は同線の線路に接する。周囲は北に北岩岡、北東に花園、東に美原町、東南に松葉町、南に緑町、西に向陽町、北西に岩岡町がそれぞれ隣接している。
町の南部を埼玉県道6号川越所沢線が通り、西から東に砂川堀雨水幹線が流れている。

### 河川
- 砂川堀

## 歴史
戦後（昭和20年代）より、陸軍所沢飛行場跡地に元第65飛行場中隊の若者や沖縄からの移民開拓団が入植し、開拓が始められた。
- 1974年（昭和49年）4月1日 - 町名変更の実施により大字上新井の北部が分離し、向陽町・花園・北所沢町が設置される[6]。

## 世帯数と人口
2020年（令和2年）12月31日現在の世帯数と人口は以下の通りである。
| 町丁     | 世帯数    | 人口    |
| -------- | --------- | ------- |
| 北所沢町 | 1,109世帯 | 2,257人 |

## 交通

### 鉄道
- 西武新宿線、最寄駅は町境南端に隣接する新所沢駅[* 2]。

### 道路
- 埼玉県道6号川越所沢線

バス
所沢市が西武バスに委託して運行している所沢市内循環ところバス北路線の「北所沢町」バス停が町内に所在する。
交差点
「北所沢町」

## 施設
教育・保育
- 私立アンドレア保育園[9][10]
- じょんのび保育園（地域型保育事業[10]）

公共
- 北所沢町会館

公園
- 北所沢公園
- 北所沢中央公園[12]

商業
- マルハ会館[13]

## 小･中学校の学区
市立小・中学校に通う場合の学区（校区）は以下の通り。
| 町丁     | 番・番地 | 小学校                     | 中学校                     |
| -------- | -------- | -------------------------- | -------------------------- |
| 北所沢町 | 全域     | 所沢市立美原小学校（並木） | 所沢市立美原中学校（並木） |